# 김태원 (1951년)
김태원(金兌原, 1951년 3월 19일~)은 대한민국 교사 출신 정치인이다. 제18대 국회의원을 지냈다.

## 학력
- 1970년 대전고등학교 졸업
- 1975년 동국대학교 연극영화학 학사
- 1979년 연세대학교 행정대학원 행정학 석사

## 경력
- 1981년 민주정의당 사무처 공채 2기
- 1989년 민주정의당 정책위원회 행정자치 전문위원
- 1995년 국회 정책연구위원
- 1996년 여의도연구소 행정실 실장
- 1997년 신한국당 의원국 국장
- 1998년 한나라당 재정국 국장
- 1999년 한나라당 중앙당 직능국 국장
- 2003년 한나라당 당대표실 특별보좌역
- 2005년 한나라당 중앙위원회 부의장
- 2006년~ 장애인정보화협회 고문
- 2006년~ 고양시 재향군인회 자문위원장
- 2006년 고양시 덕양을 당원협의회 운영위원장
- 2007년 제17대 대선 이명박후보 중앙선거대책위원회 직능정책본부 부본부장
- 2008년 한나라당 지방자치위원회 부위원장
- 2010년 한국자전거정책연합 고문,대한에이즈예방협회 고문
- 2012년 제18대 대선 박근혜후보 중앙선거대책위원회 종합상황실 조직단장
- 대통령특사 (헝가리, 덴마크, 오스트리아, EU)
- 2017년~2018년 9월 자유한국당 경기도당 고양을 당협위원장
- 자유한국당 경기도당 조직총괄본부장
- 2018년 12월: 자유한국당 경기도당 고양(을) 당협위원장

## 의정활동
- 2008년 5월~2012년 5월 제18대 한나라당 국회의원(경기 고양시 덕양구을)
- 2008년 국회 정책연구위원
- 국회 행정안전위원회 위원
- 제18대 국회 예산결산특별위원회 위원
- 2010년 6월 제18대 국회 운영위원회 위원
- 2011년 6월 7.4 전당대회 선거관리위원
- 한나라당 원내부대표
- 2012년 5월~2016년 5월 제19대 새누리당 국회의원(경기 고양시 덕양구을)
- 2012년 7월 제19대 국회 예산결산특별위원회 위원
- 2013년 4월 제19대 국회 국토교통위원회 위원
- 2014년 1월 새누리당 중앙위원회 의장
- 2015년 6월~2016년 5월	제19대 국회 국토교통위원회 간사

## 논란
1997년 대선을 앞두고 국세청을 동원하여 대기업들에게 거액의 불법 대선자금을 뜯어낸 세풍사건의 주범 5인중 한명으로, 대법원에서 벌금 2000만원의 형이 확정되었다
아들을 정무법무공단 변호사로 특혜 채용시킨 의혹을 받고있다. 김 의원의 아들은 2013년 11월 공단 변호사로 채용되었는데 그 이전까지 공단은 대개 팀장급은 법조경력 15년 이상, 팀원은 법조경력 5년 이상 또는 법무관 제대 예정자를 뽑았으나 김 의원의 아들을 뽑을 때 유독 기준을 크게 낮췄으며 응시생 가운데 당장 근무 가능한 이도 있었지만 공단은 석 달 뒤에나 근무할 수 있었던 김 의원의 아들을 택했다. 그런 의심스러운 정황 때문에 현직 판사 등 법조인 572명이 공단에 정보공개를 청구하였다. 김태원 의원은 혐의를 전면 부인하고 있다.
서울~문산 민자고속도로 사업으로 수용될 예정인 땅 소유주에게 2009년부터 올해까지 500만원씩 3500만원을 받는 등 3명에게 5000만원을 후원받은 것으로 알려져 논란이 되고 있다. 2012년 19대 총선 때는 고속도로사업 전면 재검토를 내걸었지만 당선된 후 의정활동에서는 다른 의원들의 반대에도 불구하고 사업의 예산통과를 요구하였으며 후원금을 한 땅 소유주들은 김 의원이 보상비 예산 집행을 강하게 촉구하던 해에 토지를 사들여 공사를 진행시켜준데 대한 대가의혹이 제기되고 있다. 이에 김태원 의원은 후원금을 받긴 하였으나 후원금을 받은시기는 고속도로 사업 이전이며 그곳에 후원자들이 땅을 가지고 있는지도 몰랐다고 해명하였다. 채널A에서의 인터뷰에 따르면 후원금을 낸 A씨도 "좋은 정치인을 찾아서 발굴해서 힘을 북돋아줘야 한다고 생각해요. 나는 순수한 뜻입니다." 라고 억울해하였다.
고액체납자의 정치후원금 기부를 불가능하게 하는 내용의 ‘정치자금법 일부개정법률안’을 2016년 1월 28일 발의하였는데, 발의한 본인이 고액체납자인 박우식 전 부산자원 회장으로부터 2913년부터 개인이 후원할 수 있는 총 한도인 1000만 원의 정치후원을 받았다는 것이 알려져 논란이 되고 있다.

## 역대 선거 결과
|  | 49.03% |

|  | 48.38% |

|  | 41.31% |

## 소속 정당
| 소속 정당 | 소속 정당  | 소속 기간 | 비고                |
| --------- | ---------- | --------- | ------------------- |
|           | 민주정의당 | 1981~1990 | 창당 정계 입문      |
|           | 민주자유당 | 1990~1995 | 합당                |
|           | 신한국당   | 1995~1997 | 당명 변경           |
|           | 한나라당   | 1997~2012 | 합당                |
|           | 새누리당   | 2012~2017 | 당명 변경           |
|           | 자유한국당 | 2017~2020 | 당명 변경           |
|           | 미래통합당 | 2020      | 합당                |
|           | 국민의힘   | 2020~현재 | 당명 변경 정계 은퇴 |